# Convenția de la Balta-Liman (1849)
Convenția (Tratatul) de la Balta-Liman din 19 aprilie/1 mai 1849 a fost o înțelegere semnată între Imperiul Rus și Imperiul Otoman, prin care se reglementau situațiile politice din cele două Principate Dunărene.
Semnarea convenției a fost urmare a înăbușirii revoluțiilor pașoptiste. Moldova (care se afla sub regimul ocupației militare rusești din primăvara anului 1848 ca urmare a revoluției de la 1848 din Moldova) și Muntenia (unde guvernul provizoriu liberal își asumase pentru scurtă vreme puterea, mai înainte de a fi înlăturat de la putere de intervenția comună ruso-otomană) erau reconfirmate ca state aflate sub suzeranitatea Imperiului Otoman, dar sub protectorat țarist (stabilit prin Regulamentul Organic în 1831-1832). Influența otomană în Principate a crescut prin semnarea acestui tratat. Practic, era vorba de faptul că Sfaturile boierești nu mai puteau numi domnitorii locali pe viață, ci ei urmau să fie numiți de Înalta Poartă pentru un termen de șapte ani. Prezența militară comună ruso-otomană a fost menținută până în 1851. Semnarea documentului a dus la numirea lui Barbu Știrbei ca domnitor al Munteniei și a lui Grigore Alexandru Ghica ca domnitor al Moldovei. Convenția a fost lovită de nulitate odată cu izbucnirea Războiului Crimeii, în timpul căruia Principatele Române au căzut sub ocupația militară austriacă. Statutul Principatelor a fost modificat în 1856 prin Tratatul de la Paris.
Principalele prevederi ale convenției încheiate la la 1 mai 1849 erau:
- Domnii celor două principate să fie numiți direct de către Înalta Poartă pe un termen de 7 ani.
- Adunările obștești, atât acea ordinară cât și cea extraordinară să fie desființate și înlocuite cu divanuri, alcătuite din boierii cei mai de frunte, orânduiți de domn, care să se îndeletnicească cu revizuirea legilor în ființă, și schimbările făcute de aceste consilii să intre în vigoare numai după ce vor fi fost încuviințate de ambele puteri (Imperiul Otoman și Rusia).
- O armată ruso-turcă de 29-39.000 de oameni să ocupe principatele, pentru a sprijini ocârmuirile acestora, și, după ce țările se vor fi liniștit, această armată să fie redusă la 10.000 de soldați.
- Aceste trupe urmau să părăsească principatele după terminarea reorganizării celor două țări, dar trebuiau să fie totdeauna gata a reintra în ele, îndată ce ar cere-o împrejurările.
- Până la terminarea reorganizării celor două țări, „un comisar rus și unul turc vor sta în principate, pentru a supraveghea mersul treburilor interne, și ei vor îndrepta către domnitori sfaturile și îndemnările lor, de câte ori vor observa vreo abatere sau vreo măsură protivnică liniștii țărilor”.